# Братиславско-Брновская наступательная операция
Братиславско-Брновская наступательная операция — наступательная операция Красной Армии против немецких войск во время Великой Отечественной войны. Проводилась с 25 марта по 5 мая 1945 года частью сил 2-го Украинского фронта с целью освобождения Словакии и овладения Братиславским и Брненским промышленными районами.

## Обстановка
Весной 1945 года Красная Армия начала крупное наступление на южном крыле советско-германского фронта. 10 марта 4-й Украинский фронт начал Моравско-Остравскую наступательную операцию, 15 марта 3-й Украинский фронт начал Венскую наступательную операцию. 2-му Украинскому фронту, географически расположенному между ними, предстояло наступать на Братиславу и Брно.

## План операции
По замыслу советского командования главный удар в направлении Братислава, Малацки, Брно должны были наносить 53-я и 7-я гвардейская армии при поддержке 5-й воздушной армии и Дунайской военной флотилии. Развитие наступления должна была обеспечить 1-я гвардейская конно-механизированная группа, вводимая в сражение на направлении главного удара после прорыва тактической полосы обороны. На правом крыле фронта, в направлении города Тренчин должна была продолжать наступление 40-я армия. 1-я и 4-я румынские армии действовали во втором эшелоне фронта.

## Состав и силы сторон

### СССР
Часть сил 2-го Украинского фронта (командующий Маршал Р. Я. Малиновский, начальник штаба генерал армии М. В. Захаров) в составе:
- 7-я гвардейская армия (генерал-полковник Шумилов М. С.)
- 40-я армия (генерал-лейтенант Жмаченко Ф. Ф.)
- 6-я гвардейская танковая армия (генерал-полковник танковых войск Кравченко А. Г.)
- 53-я армия (генерал-лейтенант Манагаров И. М.)
- 1-я гвардейская конно-механизированная группа (генерал-лейтенант Плиев И. А.)
- 5-я воздушная армия (генерал-полковник авиации С. К. Горюнов)
- Дунайская военная флотилия (контр-адмирал Холостяков Г. Н.)

Оперативно подчинены 2-му Украинскому фронту:
- 1-я румынская армия (генерал Василе Атанасиу; генерал-майор Паул Алексиу)
- 4-я румынская армия (корпусной генерал Николае Дэскэлеску)

Всего: около 340 000 человек (из них советских войск — 272 200 человек), 6120 орудий и миномётов калибра 75 мм и более, 240 танков и САУ, 645 самолётов

### Германия
Часть сил группы армий «Юг» (командующий генерал пехоты О. Вёлер).
- 8-я армия (генерал горно-стрелковых войск Г. Крейзинг) в составе:
  - 72-й армейский корпус
  - 57-й танковый корпус
  - 29-й армейский корпус

Авиационную поддержку сухопутных войск осуществлял 4-й воздушный флот.
Всего: около 200 000 человек, 1800 орудий и миномётов калибра 75 мм и более, 120 танков и штурмовых орудий, 150 самолётов

## Ход боевых действий
За два дня до начала операции, чтобы ввести немецкое командование в заблуждение относительно направления главного удара, 25-й гвардейский стрелковый корпус начал форсировать реку Грон с задачей наступать в направлении Комарно.
Наступление главных сил 2-го Украинского фронта началось в ночь на 25 марта. Под покровом темноты передовые батальоны 7-й гвардейской и 53-й армий внезапно форсировали Грон, уничтожили боевое охранение противника и на 17-километровом участке берега захватили несколько плацдармов. Незамедлительно сапёры стали наводить понтонные переправы. В 6 часов утра 25 марта под прикрытием мощного артиллерийского огня через реку стали переправляться более крупные силы, которые за последующие сутки расширили плацдарм до 20 км по фронту и до 10 км в глубину. Вечером 26 марта в сражение была введена 1-я гвардейская конно-механизированная группа с задачей стремительно продвигаться вглубь обороны противника и не позволить ему организовать оборону на рубежах рек Нитра, Ваг, Морава. Выполняя поставленную задачу, группа И. А. Плиева совместно с соединениями 7-й гвардейской и 53-й армий стала развивать наступление вдоль левого берега Дуная в общем направлении на Братиславу. Действия наземных войск поддерживала авиация 5-й воздушной армии. Большую помощь войскам 7-й гвардейской армии, наступающим непосредственно вдоль реки, оказывала Дунайская военная флотилия, которая высаживала тактические десанты в тылу обороняющихся немецких войск и огнём корабельной артиллерии подавляла отдельные очаги сопротивления. Наступление успешно развивалось несмотря на весеннюю распутицу и половодье. К 28 марта ударная группировка фронта расширила прорыв до 135 км по фронту и на 40 км в глубину. С ходу форсировав Житаву, кавалеристы И. А. Плиева подошли к реке Нитре и завязали бои за города Нове-Замки, Шурани, Нитра. Немецкие войска упорно сопротивлялись, непрерывно организуя сильные контратаки. Тяжёлые бои разгорались за каждую высоту, каждый дом. Освободив Нове-Замки и Шурани, советские войска 30 марта вышли к реке Ваг, все мосты через которую были уничтожены немцами при отходе. Многоводная и глубокая река с быстрым течением, разлившаяся на 250 м в ширину, представляла собой серьёзное препятствие. Инженерным войскам фронта под руководством генерала А. Д. Цирлина в короткий срок удалось построить тяжёлую переправу, что позволило продолжить наступление в прежнем темпе.
1 апреля 7-я гвардейская армия вышла на подступы к Братиславе. Противник тщательно подготовил город к обороне, создав многочисленные железобетонные огневые точки, противотанковые рвы, минные поля. На улицах города были возведены баррикады, противопехотные и противотанковые препятствия. Особенно сильно были укреплены восточные окраины Братиславы. Чтобы избежать разрушения города, командующий фронтом Р. Я. Малиновский принял решение овладеть городом путём обхода с северо-запада. Однако совсем избежать боёв в городе не удалось. В течение двух дней войска 25-го гвардейского и 23-го стрелковых корпусов при поддержке кораблей Дунайской военной флотилии вели уличные бои и к исходу 4 апреля полностью очистили Братиславу от немецких войск.
За 10 дней наступления войска 2-го Украинского фронта освободили несколько сотен населённых пунктов. Местное население радостно встречало части Красной Армии. Празднично одетые люди выходили на улицы городов и сёл чтобы поприветствовать советских воинов. Командир артиллерийской батареи, действовавшей в составе 53-й армии, И. М. Новохацкий вспоминал:
Население освобождённых чехословацких сёл очень радостно нас встречает, иногда перекрывают улицу, задерживают на некоторое время. Возникают стихийные митинги, но чаще всего неподдельная радость местного населения превращается в небольшой весёлый праздник.
Потеряв Братиславу, немецкое командование рассчитывало остановить наступающие советские войска, использовав для этого выгодный естественный рубеж — Мораву. Чтобы максимально затруднить преодоление реки были взорваны все мосты, а обороняющиеся части получили сильное подкрепление. Однако стремительные действия наступающих сорвали замысел противника. 5 апреля 25-я гвардейская стрелковая дивизия (7-я гвардейская армия) с ходу переправилась через реку и закрепилась на её западном берегу. 7 апреля гвардейцы конно-механизированной группы И. А. Плиева захватили небольшой плацдарм в районе села Бродске. 12 апреля в районе Годонина к Мораве вышла 53-я армия и в тот же день форсировала её. Немецкие части многократно предпринимали сильные контратаки, пытаясь ликвидировать плацдармы, однако успеха не имели. К середине апреля главные силы 2-го Украинского фронта прорвали немецкую оборону на Мораве.
16 апреля, по завершении Венской операции, в состав 2-го Украинского фронта была возвращена 6-я гвардейская танковая армия. Ей совместно с 53-й армией и 1-й конно-механизированной группой была поставлена задача овладеть Брно. Город являлся важным узлом дорог и крупным промышленным центром, в котором располагались военные заводы «Шкода» и «Зброевка», а также имелись большие запасы военного имущества и боеприпасов. Понимая стратегическое значение города, немецкое командование выделило для его обороны крупные силы: две танковые, моторизованную, кавалерийскую и несколько пехотных дивизий. На подступах к городу разгорелись ожесточённые бои, которые не стихали ни днём ни ночью. Преодолевая упорное сопротивление и отбивая сильные контратаки, соединения ударной группировки фронта 22 апреля подошли к Брно. На следующий день, перегруппировав силы, фронт продолжил наступление. Бои разгорелись с новой силой. Особенно сильное сопротивление немецкие войска оказывали в районе Праценских высот (чеш. Pratecké návrší) у села Праце, где когда-то была битва под Аустерлицем. Штурм города начался 26 апреля ударами с нескольких направлений. В течение дня на улицах города шли жестокие бои и к вечеру он был полностью очищен от немецких войск.
После освобождения Брно 6-я гвардейская танковая и 53-я армии продолжили наступление. Теперь им предстояло пробиться к городу Оломоуц навстречу войскам 4-го Украинского фронта, чтобы окружить части 1-й немецкой танковой армии. На этом участке фронта боевые действия продолжались вплоть до 5 мая.

## Потери
В ходе операции Красная Армия потеряла 79 596 человек, из них безвозвратно — 16 933 человека. В одном из боёв погиб командир 27-го гвардейского стрелкового корпуса генерал-майор Евгений Алёхин.
Потери румынских и немецких войск неизвестны.

## Результаты операции
В результате операции войска 2-го Украинского фронта продвинулись на 200 км, разгромили 9 дивизий вермахта, освободили Словакию и создали условия для быстрого наступления на Прагу.